# أنيل أمباني
أنيل أمباني (بالإنجليزية: Anil Ambani)‏ (و. 1959 – م) هو رائد أعمال من الهند . ولد في عدن .

## التعليم
تعلم في Warwick Business School ‏، وكلية وارتون لإدارة الأعمال، وجامعة مومباي